# Прайд из Людей Икс
«Прайд из Людей Икс» (англ. X-Men: Pryde of the X-Men) — пилотный эпизод несостоявшегося мультсериала о супергероях-мутантах Marvel Comics Людях Икс, изначально транслировавшийся в телевизионном блоке Marvel Action Universe. Впоследствии был выпущен на VHS и получил продолжение в виде игры «X-Men» 1992 года от Konami. Несмотря на то, что проект был ориентирован на западного зрителя, он был анимирован в Японии студией Toei Animation.

## Обзор
Название проекта представляет собой игру слов от имени Китти Прайд, младшей героини из Людей Икс. Мультсериал, который должен был запустить этот эпизод, так и не был реализован. По этой причине, в 1992 году Marvel Productions выпустила новую телеадаптацию о мутантах под названием «Люди Икс». Финансирование этого пилота поступило из бюджета «Робокопа» 1988 года. Вместо производства заключительного 13-го эпизода «Робокопа», Marvel Productions решила вложиться в анимацию пилота, которой разнималась компания Toei Animation. В основе сюжета главным образом лежали выпуски #129 — 139 комикса Uncanny X-Men.
Вскоре после премьеры пилотного эпизода, у Marvel начались финансовые проблемы; New World Pictures, которая приобрела Marvel Entertainment Group (MEG) у Cadence Industries в 1986 году, продала MEG в январе 1989 года компании Andrews Group) и прекратила работу практически над всеми проектами правопредшественника, за исключением шоу «Малыши-маппеты». Этот пилот фактически ознаменовал конец анимационной вселенной Marvel, созданной DePatie-Freleng Enterprises / Marvel Productions, которая началась с «Фантастической четверки» 1978 года и продолжилась мультсериалами «Женщина-паук» 1979 года, «Человек-паук» 1981 года, «Человек-паук и его удивительные друзья» 1981 года и «Невероятный Халк» 1982 года. Сами Люди Икс ранее появились в качестве камео в нескольких эпизодах «Человека-паука и его удивительных друзей», однако действие пилота «Прайд из Людей Икс» не разворачивается в этой же вселенной.

### Главные герои
Повествование ведётся от лица одного из оригинальных создателей Людей Икс, Стэна Ли. Главными героями «Прайд из Людей Икс» выступили Профессор Икс и Люди Икс, в состав которых вошли: Циклоп, Шторм, Ночной Змей, Колосс, Росомаха, Китти Прайд и Ослепительная. Их главная цель — защитить мир от Магнето и его Братства мутантов: Белой Королевы, Джаггернаута, Пузыря, Пиро и Жабы. Также присутствуют Особняк Икс, Комната опасностей, Церебро, Тёмная птица, Астероид М и дракон Локхид.
В данный состав Людей Икс входят те же мутанты, что и в Giant-Size X-Men 1975 года. Главное отличие заключается в том, что Буревестник, Банши и Солнечный огонь не являются членами команды в мультфильме, в то же время не являясь постоянными членами отряда в комиксах, в то время как Китти Прайд и Ослепительная вступили в команду гораздо позже.

### Сюжет
Военный конвой перевозит заклятого врага Людей Икс, Магнето. Тот оказывается не в состоянии использовать свои силы, находясь в ловушке силового поля, до тех пор, пока не появится Белая Королева, член его «Братства террористов-мутантов». Она развеивает сдерживающее Магнето поле, в результате чего тот восстанавливает контроль над своей силой магнетизма, чтобы разорвать переносную тюрьму и сбежать.
В это же время Китти Прайд прибывает в школу профессора Ксавьера, чтобы научиться контролировать свою способность проходить сквозь твёрдые материи. Профессор приводит её в Комнату опасностей и знакомит с Людьми Икс: Циклопом, Колоссом, Ослепительной, Ночным Змеем, Шторм и Росомахой. Китти пугается демонической внешностью Ночного Змея и едва не разрушает Комнату опасностей, из-за чего Росомаха заявляет, что детям нет места в их команде.
Магнето поручает Пиро и Пузырю добыть координаты слежения за кометой Скорпиона, приближающейся к Земле. Эти двое отвлекают внимание Людей Икс, пока Магнето и Джаггернаут проникают в Особняк Икс. Профессор узнаёт из мыслей Магнето, что они пришли за «схемой питания мутантов» Церебро. Он отдает её Китти и приказывает ей бежать, однако Магнето удаётся отобрать схему.
Люди Икс возвращаются после противостояния с Пузырём и Пиро, обнаружив разрушенный Особняк и находящихся без сознания Профессора и Китти. Ксавьер вновь читает мысли Магнето, узнавая все подробности его плана: Магнето планирует перенаправить проходящую комету Скорпиона на курс столкновения с Землей. Это поднимет облако пыли и обломков, заблокировав Солнце на долгие годы, тем самым погрузив планету в очередной Ледниковый период, который ослабит обычных людей и позволит мутантам захватить власть. Люди Икс отправляются к орбитальному убежищу Магнето на астероиде М. Они запрещают Китти идти с ними, сославшись на опасность миссии и неопытность Китти. Прайд, в свою очередь, в попытке доказать свою ценность и загладить вину за предыдущую неудачу, проникает на борт Тёмной птицы.
Достигнув астероида, каждый из Людей Икс сталкивается с тем или иным препятствием: Шторм бросает все силы на закрытие бреши, пока Циклоп сражается с Белой Королевой. Ночной Змей, миновав Пузыря, вступает в конфронтацию с Магнето одновременно с приближением кометы Скорпиона к Земле. Когда Магнето собирается взорвать Ночного Змея, из-под пола вылезает Китти, в результате чего Магнето случайно взрывает проводку своего устройства. Ночной Змей телепортируется вверх и использует своё тело в качестве проводника, в то время как Китти отталкивает Магнето на платформу, используя свою силу, чтобы изменить курс кометы к астероиду М. Ночной Змей рискует жизнью ради воплощения плана контратаки.
Люди Икс наблюдают за произошедшим на борту Тёмной птицы, дожидаясь возвращения Ночного Змея. Со столкновением кометы и астероида М, Ночной Змей снова материализуется в космосе. Команда пытается вернуть его с помощью механических рук Тёмной птицы, прежде чем тот сгорит в атмосфере. Они промахиваются, и Ночной Змей исчезает из поля зрения. Люди Икс оплакивают своего павшего товарища по команде, а Китти отчитывает себя за раннее плохое отношение к павшему герою. Затем из одного из шкафчиков для хранения раздаётся кашель, принадлежащий Ночному Змею, который успел телепортироваться в самолёт, прежде чем атмосферное сжатие полностью сожгло его костюм. В то время как Люди Икс открыто отдают должное Китти за её усилия, Росомаха настаивает на том, что Китти не является членом Людей Икс, по крайней мере пока.

## В ролях
| Майкл Белл          | Циклоп и другие персонажи        |
| Энди Чепмен         | Шторм и другие персонажи         |
| Рональд Ганс        | Джаггернаут                      |
| Алан Оппенгеймер    | Пузырь и полковник Чаффи         |
| Нил Росс            | Ночной Змей и другие персонажи   |
| Кэт Суси            | Китти Прайд                      |
| Александра Стоддарт | Ослепительная и другие персонажи |
| Эрл Боэн            | Магнето                          |
| Пэт Фрэйли          | Пиро и другие персонажи          |
| Дэн Гилвезан        | Колосс                           |
| Патрик Пинни        | Росомаха и другие персонажи      |
| Сьюзен Сило         | Белая Королева                   |
| Джон Стефенсон      | Профессор Икс и другие персонажи |
| Фрэнк Уэлкер        | Жаба и Локхид                    |
| Стэн Ли             | Рассказчик                       |

## Критика
Фанаты Людей Икс приняли пилотный эпизод неоднозначно. Несмотря на положительную оценку анимации, пилот сочли по большей части чрезвычайно «кэмповым» для адаптации комикса (в частности под авторством Джона Бирна и Криса Клермонта) с довольно мрачными и ориентированными на взрослых темами. Экшн на экране пришлось серьёзно урезать в формате детского мультипликационного шоу. Кроме того, по мнению фанатов, этот эпизод лишь поверхностно осветил часто затрагиваемые в комиксах социальные проблемы, таких как изоляция, нетерпимость и расизм.
Критике подверглась и адаптация некоторых персонажей в телеформате. Например, Китти Прайд сочли слишком плаксивой девицей в беде. Поклонников также смущало членство Белой королевы в рядах Братства Мутантов. Данная версия Братства представляла собой смесь группы Магнето (Жаба) и Мистик (Пиро и Пузырь) вместе с ранее не состоящими в команде Джаггернаутом и Белой Королевой. Также скептически было воспринято решение выбрать австралийского актёра для озвучивания канадца Росомахи. Эта ошибка кастинга, по всей видимости, являлась следствием одной из шуток в черновом сценарии, в которой Росомаха насмешливо называет традиционно австралийского персонажа Пиро динго. В итоговой версии, Росомаха называет «динго» Жабу вместо Пиро.
По словам Рика Холберга, художника-раскадровщика «Прайд из Людей Икс» и мультсериала «Человек-паук и его удивительные друзья»:
В конечном итоге я стал режиссёром озвучивания сериала и был вынужден использовать австралийскую версию Росомахи (что, по совпадению, предвещало появление австралийского актёра Хью Джекмана в фильме «Люди Икс»), поскольку на тот момент австралийские проекты пользовались большой популярностью, в частности фильмы франшизы «Безумный Макс», «Данди по прозвищу «Крокодил»» и многое другое. В комиксах должно было выясниться, что Росомаха всё это время был австралийцем-экспатриантом. Тем не менее, версия пилота не получила своего развития и Росомаха остался канадцем в комиксах.
Несмотря на заявление Холберга, Росомаха был признан канадским персонажем с момента выхода Giant-Size X-Men #1, опубликованного в 1975 году. Животное, в честь которого он получил своё прозвище, не обитает в Австралии. К 1988 году был опубликован Wolverine vol. 2, где неоднократно подчёркивалось канадское происхождение Росомахе, The Uncanny X-Men, Classic X-Men (переиздания с добавлением нового материала), и спин-офф о Людях Икс, Alpha Flight 1983 года. Не было никаких доказательств того, что Рой Томас, Лен Уэйн, Джон Ромита-старший, Крис Клэрмонт, Джон Бирн, Дэйв Кокрам или даже сам Стэн Ли когда-либо планировали сделать Росомаху «австралийским эмигрантом». Холберга мог смутить тот факт, что база Людей Икс находилась в Австралии в комиксах во время некоторых историй, опубликованных в 1989 году.

## Наследие

### Графический роман
В 1990 году Marvel выпустила графический роман под названием X-Men Animation Special, адаптацию «Прайд из Людей Икс», в котором были представлены кадры киноанимации из мультфильма, вместо оригинальных иллюстраций.

### Видеоигры
В 1989 году состоялся выход игры X-Men: Madness in Murderworld (также известной как X-Men) для компьютерных систем DOS, Commodore 64 и Amiga. Разработкой и изданием занималась компания Paragon Software. Главных героев озвучили актёры, принявшие участие в работе над «Прайд из Людей Икс».
В 1990 году LJN выпустила The Uncanny X-Men для Nintendo Entertainment System, в котором фигурировал практически полный состав команды из мультфильма, за исключением Ослепительной, которою заменил Человек-лёд. Игра получила негативные отзывы и была названа одной из худших игр о супергероях всех времён.
В 1992 году Konami выпустила игру X-Men, основанную на пилотной игре «Прайд из Людей Икс». Около 6 игроков в состоянии выбрать одного из 6 главных героев: Циклопа, Колосса, Росомахи, Шторм, Ночного Змея или Ослепительной, цель которых — помешать злодею Магнето причинить вред человеческой цивилизации. Им предстоит сражаться с армией Стражей и суперзлодеями, такими как Пиро, Пузырь, Вендиго, Нимрод, Белая Королева, Джаггернаут и Мистик. Позже Магнето похищает профессора Икс и Китти Прайд, побуждая героев отправиться на спасательную миссию. Герои пробиваются к острову М и, в конечном итоге, к базе Магнето на астероиде М, где происходит финальная битва с Магнето.